# Elektrana na valove Keta
Elektrana na valove Keta se razvija u Australiji, a razlikuje se od drugih elektrana na valove u smislu da se električna energija iz valova proizvodi podvodno. Puštena je u pogon 2012. Ukupna snaga će biti 5 MW.
Elektrana na valove Keta je dobila naziv prema starogrčkoj božici Keta, što znači "kit" ili "morsko čudovište" (grč. kêtos). Prva uloga takve elektrane jest desalinizacija, postupkom povratne osmoze. Potopljena plutača, ispod površine mora, se pokreće gore i dolje zbog djelovanja morskih valova, što pogoni hidrauličku pumpu ili crpku, koja tjera prvo morsku vodu kroz osmotski filter, a zatim pitku vodu šalje cjevovodom do obale. Voda pod tlakom, većim od 70 bara, pogoni malu vodnu turbinu, koja okreće i mali električni generator, koji stvara električnu struju. Današnji uređaji za desalinizaciju koriste fosilna goriva, dok će elektrana na valove Keta koristiti obnovljive izvore energije, i to energiju valova, smanjujući emisije stakleničkih plinova.

## Povratna osmoza
Povratna osmoza ili reverzna osmoza je skoro savršen proces filtriranja vode. Ovaj proces omogućuje odstranjivanje najsitnijih čestica iz vode. Povratna osmoza se koristi za prečišćavanje vode i odstranjivanje neorganskih minerala, soli i ostalih nečistoća u cilju poboljšanja izgleda, okusa i ostalih svojstava vode. Tako se dobiva kvalitetna voda za piće koji zadovoljava sve standarde voda za piće. Nakon poznatih načina prečišćavanje vode industrijskom filtracijom (gradski vodovod i tvornice), prokuhavanjem i kloriranjem, došlo se do tehnički skoro savršenog načina filtriranja vode, koji gotovo od svake zagađene vode može načiniti zdravu pitku voda. Osmotske membrane koje se koriste u ovom postupku imaju toliko sitne otvore da kroz njih mogu proći gotovo samo molekule čiste vode, a sve nečistoće ostaju na membrani i izbacuju se preko odvoda kao tehnička otpadna voda. Ovakvim načinom filtracije vode dobiva se voda za piće visoke kvalitete, koja se može koristiti i u medicinske svrhe (voda za bebe).
Osmoza je prirodan proces koji je izvediv i u obrnutom pravcu. Na solnu otopinu djelujemo s tlakom viših od osmoznog, te iz otopine soli kroz membranu prolazi čista voda. Otopljene soli i primjese kao koloidi, bakterije,virusi i sl. ostaju u otopini, a na drugoj strani membrane dobijemo čistu vodu. Povratna osmoza je postupak odvajanja otopljenih tvari od otapala (vode). Sam postupak dobivanja vode,kojoj oduzmemo do 99% nepoželjnih nečistoća, dobijemo na način da vodu pod višim tlakom usmjerimo na membranu, gdje se odvaja čista voda od kontaminata.

## Budući projekti
Francuska i Irska započele su projekt izgradnje prve podmorske hidroelektrane na morske mijene, koristeći uređaje kao elektrana na valove Keta. Elektranu bi se trebalo činiti 4 do 10 podvodnih turbina, ukupne snage 2 do 4 MW, a trebala bi se graditi na području Paimpol-Bréhata u Francuskoj. Očekuje se da bi izgradnja trebala biti gotova do 2012.